# Історична помилка
Історична помилка - це неформальна помилка, яку спочатку описав філософ Джон Дьюї у "Psychological Review" у 1896 році. Помилка виникає, коли людина вірить, що результати, які відбуваються, відбуваються лише завдяки процесу, який здійснюється для досягнення цих результатів. Дьюї пише:
"Набір міркувань, які дійсні лише завдяки завершеному процесу, вчитується в зміст процесу, який обумовлює цей завершений результат. Стан речей, що характеризує результат, розглядається як істинний опис подій, які призвели до цього результату; коли, власне кажучи, якби цей результат уже існував, не було б необхідності в цьому процесі."

## Приклади
- Чоловік втрачає гаманець, але має уявлення про те, де він може бути.
- Він шукає свій гаманець і знаходить його там, де він думав, що він міг бути.
- Чоловік робить помилковий висновок, що весь час знав, де знаходиться його гаманець.

Цей чоловік невірно припускає, що він весь час знав, де знаходиться гаманець, і вважає, що знання того, де його шукати, призвело до того, що він знайшов гаманець.